# Petra Articus
M. Petra Articus OCist (* 8. Mai 1948 in Husum, Geburtsname Barbara Articus) ist eine deutsche Nonne. Sie ist Altäbtissin der Zisterzienserinnenabtei Seligenthal in Landshut.
Barbara Articus wuchs zunächst in Husum auf. Nach dem frühen Tod ihres Vaters zog die Mutter mit den drei Kindern zurück in ihre niederbayerische Heimat. Articus besuchte die Schule der Englischen Fräulein in Deggendorf. Nach dem Abitur ließ sie sich in Seligenthal zur Kindergärtnerin ausbilden und war dann an dem Internat der Schulstiftung Seligenthal als Erzieherin tätig.
1969 trat sie in die Abtei Seligenthal ein und legte am 2. Februar 1971 ihre Profess ab. Nach der Resignation der Äbtissin Assumpta Schenkl, die mit einer Gruppe von Schwestern das Kloster Helfta neu errichtete, wurde Sr. Petra Articus am 24. Juli 1999 zur 43. Äbtissin der Abtei Seligenthal gewählt. Am 2. Oktober 1999 empfing sie durch den damaligen Generalabt der Zisterzienser, P. Maurus Esteva, die Äbtissinnenweihe. Ihr Wahlspruch lautet: Die Freude an Gott ist unsere Kraft. (Neh 8,10 ). Mit Erreichen des 75. Lebensjahres legte sie ihr Amt nieder, zu ihrer Nachfolgerin wurde Christiane Hansen, bisherige Priorin in Helfta, gewählt.
Ab dem 8. Februar 2025 fungiert Petra Articus für drei Jahre als Administratorin des Zisterzienserinnenklosters St. Marienthal in Ostritz, nachdem dort die Äbtissin Elisabeth Vaterodt am 2. Februar 2025 ihr Amt als Äbtissin niedergelegt und das Kloster wegen interner Konflikte verlassen hatte; dabei wird sie von einem Finanzexperten unterstützt.

## Ehrungen
- Verdienstkreuz am Bande der Bundesrepublik Deutschland
- 2013: Bayerischer Verdienstorden
- 2023: Bayerischer Verfassungsorden[3]